# Mundzsa kogurjói király
Mundzsa (Munja), Mundzsamjong (Munjamyeong) vagy Mjongcshiho (Myeongchiho) (? – 519) az ókori Kogurjo (Goguryeo) állam huszonegyedik királya volt.

## Élete
Ko Naun (Go Na-un) néven született. Apja, Csangszu (Jangsu) király fia, Ko Dzsoda (Go Jo-da) korán meghalt, ezért Naun lett a koronaherceg. Mire trónra került, Kogurjo (Goguryeo) területe már meghaladta a 400 000 km²-t. 494-ben vált Pujo (Buyeo) is a részévé. Mundzsa (Munja) a diplomáciai kapcsolatok ápolására fektette a hangsúlyt, jó kapcsolata volt a Liang-dinasztiával és az északi Vej (Wei)-dinasztiával (386–535). Délen azonban továbbra is viaskodott az állam Sillával és Pekcsével (Baekjével). Halála után a birodalom hanyatlani kezdett.